# Kaple Panny Marie Bolestné (Chlumec)
Kaple Panny Marie Bolestné patří k nejstarším sakrálním stavbám ústecka a je významnou církevní památkou Chlumce. V regionu je známa pod názvem Chlumecká kaple.

## Historie
Lesní kaple Panny Marie Bolestné se nachází na hřebeni Krušných hor nad obcí ve výšce necelých 700 m n. m. Stojí v místech středověké tzv. Srbské nebo také Chlumecké stezky spojující Sasko s Čechami. Dnes klasicistní stavba v sobě skrývá starší, snad románské jádro. Tradičně je kaple spojována s bitvou u Chlumce z roku 1126, dle další legendy měla být postavena habartickým farářem na památku Panny Marie, která se měla v těchto místech zjevovat. Až do konce druhé světové války se sem konala procesí z nedalekých Habartic a Chlumce.
Po odsunu německého obyvatelstva kaple během komunistického režimu postupně chátrala až do 70. let, kdy ji nechala opravit chlumecká radnice. O další opravy se dnes starají především místní občané z Chlumce a Krupky, kteří v nedávné době na své náklady například opravili střechu, provedly vnitřní výmalbu a vyzdobují interiér. Kaple je dnes hojně navštěvovaným poutním místem jak místních věřících, tak i turistů. Po reorganizaci státní správy spadá kaple od 60. let do katastru zaniklé obce Habartice, stále však zůstává vedena jako součást chlumecké farnosti.

## Architektura
Kaple je obdélníkového půdorysu s půlkruhovým závěrem. Uvnitř je valená klenba s konchou (čtvrtkulová klenba absidy). Součástí interiéru byla až do konce 90. let 20. století barokní kamenná socha piety, která však byla v 80. letech poškozena a později převezena do bohosudovské baziliky, kde je dnes umístěna ve vnějším ambitu obklopující chrám. Nad vchodem byla poté zavěšena olejomalba s motivem Kalvárie. Dnešní klasicistní podoba kaple v sobě skrývá starší, snad románské jádro. Její archeologický průzkum však doposud neproběhl.

## Bohoslužby
Pravidelné mše se v ní neslouží.

## Další akce
- Každoročně se na jaře koná u kaple turistická pouť z Chlumce pod názvem Pochoduje celá rodina.
- Pravidelně se zde 25. prosince neformálně setkávají místní občané.
- Asi 400 m nad kaplí vede cyklostezka číslo 3009.